# Albizia lathamii
Albizia lathamii là một loài thực vật có hoa trong họ Đậu. Loài này được Hole miêu tả khoa học đầu tiên.